# Липсиус, Юстус Герман
Юстус Герман Липсиус  (нем. Justus Hermann Lipsius; 1834—1920) — немецкий филолог.
Профессор Лейпцигского университета, был директором ныне закрытой русской филологической семинарии.
Юстус Герман Липсиус — сын Карла Генриха Адальберта Липсиуса. Его братья — архитектор Константин Липсиус (1832—1892) и протестантский богослов Рихард Адальберт Липсиус (1830—1892).

## Труды
Издал Демосфена «De corona» (Лпц., 1876) и новую переработку капитального исследования Мейера (Meier) и Шёманна: «Der attische Process» (Берлин, 1883-85).
- Das attische Recht und Rechtsverfahren, 3 Bde., Leipzig 1905-15.
- Der Historiker von Oxyrhynchos, Leipzig 1915.
- Die Bedeutung des griechischen Rechts, Leipzig 1893.